# Jerzy Padlewski
Jerzy Mikołaj Padlewski vel Jerzy Jurewicz (ur. 19 grudnia 1913 w Moskwie, zm. 3 lutego 1943 stracony przez Niemców w Brandenburgu nad Havelą) – student architektury Politechniki Warszawskiej, żeglarz, członek Organizacji Wojskowej Związek Jaszczurczy.

## Życiorys
Rodzicami byli Leon Julian Padlewski herbu Ślepowron (1870-1943) – polski lekarz bakteriolog, oraz Nadzieja z domu Beresteniew (1882-1967). Bratem Jerzego był Roman Padlewski (1915-1944), kompozytor, powstaniec warszawski.

### Okres przedwojenny

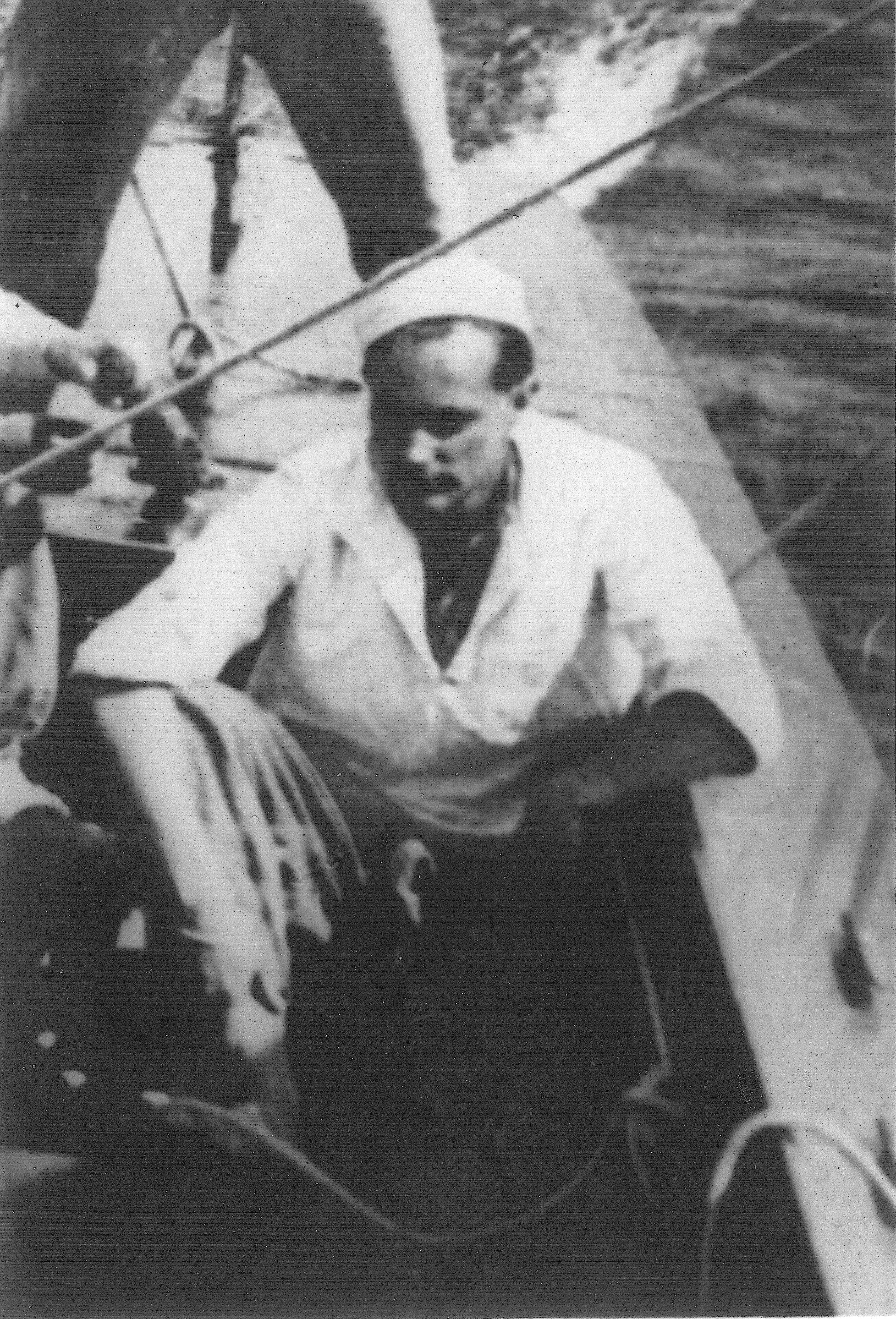
Jerzy Padlewski na pokładzie jachtu

Po pobycie w Moskwie i Jekaterynosławiu rodzina przeniosła się w 1922 do Polski. Jerzy Padlewski uczył się w Państwowym Gimnazjum im. Karola Marcinkowskiego w Poznaniu. Po ukończeniu szkoły w 1932 rozpoczął studia na Wydziale Architektury Politechniki Warszawskiej. Jerzy Padlewski był zapalonym żeglarzem, członkiem Akademickiego Związku Morskiego (AZM). AZM został założony w 1931 w Krakowie. Jego oddziały funkcjonowały w Gdańsku, Krakowie, Lublinie, Lwowie, Poznaniu, Wilnie i Warszawie. Zgodnie z deklaracją ideową zadaniem Związku było rozbudzenie wśród młodzieży zainteresowania problematyką morską. Historycy nie dysponują szczegółową wiedzą na temat zbierania informacji wywiadowczych przez żeglarzy AZM podczas rejsów po Bałtyku. Można jednak przypuszczać, że Oddział II wykorzystywał do tego patriotycznie nastawionych młodych ludzi. Na obozach żeglarskich w Jastarni Jerzy Padlewski pełnił funkcję instruktora. W listopadzie 1934 został wybrany na kierownika sekcji sportowej w Zarządzie Oddziału Warszawskiego AZM. W 1935 zdał egzamin na sternika jachtowego, w 1937 na sternika jachtowego żeglugi morskiej, a w 1938 był już kapitanem. W 1935 zdarzył się tragiczny wypadek w czasie rejsu jachtu "Poświst" dowodzonego przez Jerzego Padlewskiego. W nocy, na otwartym morzu, duża fala zmyła z pokładu członka załogi. Pomimo prawidłowej akcji ratunkowej nie udało się go uratować. Znajomymi Jerzego Padlewskiego z AZM byli Mieczysław Dukalski i Stanisław Jeute. Znajomość ta zaważyła w szczególny sposób na jego losach.

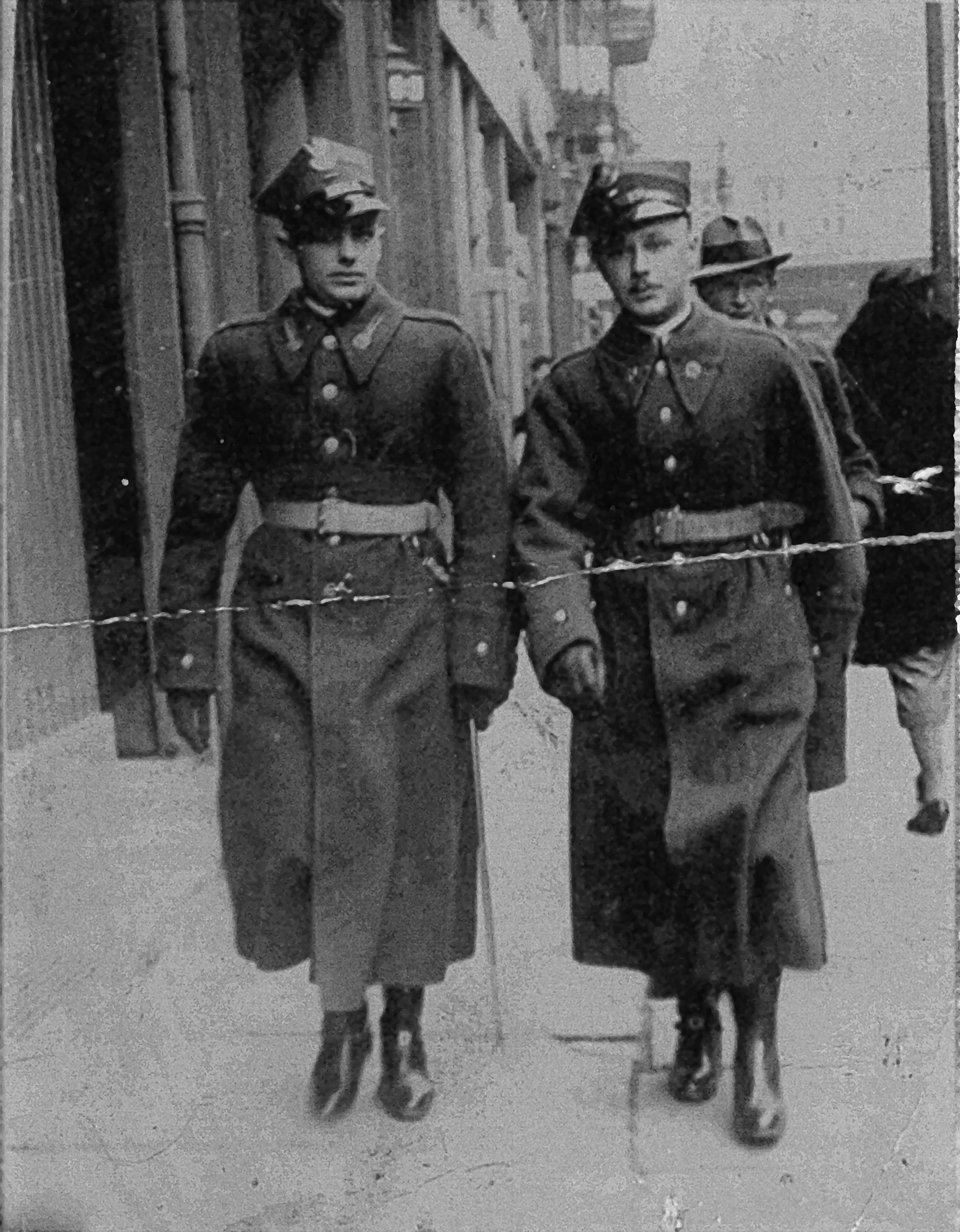
Jerzy Padlewski (l.), podchorąży kawalerii i Roman Padlewski, podchorąży artylerii, Warszawa 1937

We wrześniu 1936 wstąpił do Szkoły Podchorążych Rezerwy Kawalerii w Grudziądzu, którą ukończył w lipcu 1937 z tytułem podchorążego. Powrócił na studia na Wydziale Architektury, a w czasie wakacji 1938 wykonywał dla Zakładu Architektury Polskiej Wydziału prace inwentaryzacyjne na Huculszczyźnie. Jako znakomity jeździec uczestniczył w pokazach hippicznych w ujeżdżalni „Nowy Tattersall” w Warszawie.

### Okupacja niemiecka
Wybuch wojny 1 września 1939 uniemożliwił mu zakończenie studiów. Został zmobilizowany, nie zdążył jednak dotrzeć na front, został zatrzymany przez Rosjan w Stryju i umieszczony w obozie jenieckim. Po udanej ucieczce zaopatrzył się we Lwowie w fałszywe dokumenty na nazwisko Jerzy Jurewicz, jako zabezpieczenie przed powtórnym internowaniem. Z tymi  dokumentami dostał się do Generalnego Gubernatorstwa (GG), gdzie znalazł zatrudnienie jako zarządca majątku w Turobinie, a następnie w Żółkwi. W lipcu 1941 pracował jako kreślarz w pracowni architektonicznej Bohdana Pniewskiego.  W grudniu 1941  Jerzy Padlewski przypadkowo spotkał w Warszawie Stanisława Jeute, który zaproponował mu zamieszkanie u siebie i podjęcie działalności konspiracyjnej.

### Działalność konspiracyjna
Na polecenie Komendanta Głównego Organizacji Wojskowej Związku Jaszczurczego (OWZJ) Władysława Marcinkowskiego ps.„Jaxa”, Mieczysław Dukalski rozpoczął w listopadzie 1939 nawiązywanie kontaktów z Polakami powiązanymi z ziemiami  zachodnimi i Pomorzem, którzy znaleźli się w GG. Celem było stworzenie siatki wywiadowczej działającej na ziemiach polskich przyłączonych do III Rzeszy i na terenie samych Niemiec. Zainteresowanie wywiadu koncentrowało się wokół zagadnień wojskowych, gospodarczych, komunikacyjnych, czy nastrojów ludności. Na czele siatki nazwanej Ekspozyturą „Zachód” stanął Stanisław Jeute. Wywiad OWZJ przekazywał zdobywane informacje do ZWZ-AK, który pozostawał w kontakcie radiowym ze sztabem Naczelnego Wodza w Wielkiej Brytanii współpracującym z wywiadem brytyjskim. W ramach działalności konspiracyjnej Jerzy Padlewski zajmował się szyfrowaniem i rozszyfrowaniem korespondencji z agentami siatki, znajdował kandydatów na agentów, przenosił przesyłki pomiędzy członkami organizacji. Umiejętności graficzne Padlewskiego zostały wykorzystane przy wykonaniu rysunków sylwetek pancerników „Bismarck” i „Gneisenau” oraz cieżkiego krążownika „Prinz Eugen” i kilku mniejszych jednostek. Rysunki służyły do identyfikacji tych okrętów przez agentów wywiadu. Sporządzał szkice geometryczne, niezbędne do szyfrowania i rozszyfrowania informacji według systemu kryptologicznego opracowanego przez prof. Zygmunta Kobrzyńskiego.

### Aresztowanie, sąd i skazanie
Dla zniweczenia działalności  wywiadu OWZJ Niemcy stworzyli specjalny oddział, tzw. Sonderkommando ZJ. Szkody wyrządzone Niemcom, zarówno w samym działaniu bojowym, jak i w przemyśle zbrojeniowym, były bowiem ogromne. Akcja rozbicia sieci wywiadowczych Ekspozytury „Zachód” rozpoczęła się w grudniu 1941, do końca maja 1943 aresztowano ponad 90 osób. Jerzego Padlewskiego Gestapo  zatrzymało 6 marca 1942 w Warszawie. Początkowo osadzony był w więzieniu na Pawiaku, następnie przewieziony do aresztu śledczego Gestapo przy Alexanderplatz w Berlinie. Jerzy Padlewski został skazany 4 grudnia 1942 wraz ze Stanisławem Jeute i Niną Weith na karę śmierci  za szpiegostwo, współpracę  z wrogiem oraz zawiązanie zdradzieckiego spisku. Wyrok wydał Sąd Wojenny Rzeszy w Berlinie. Wyrok został zatwierdzony 18 stycznia 1943.

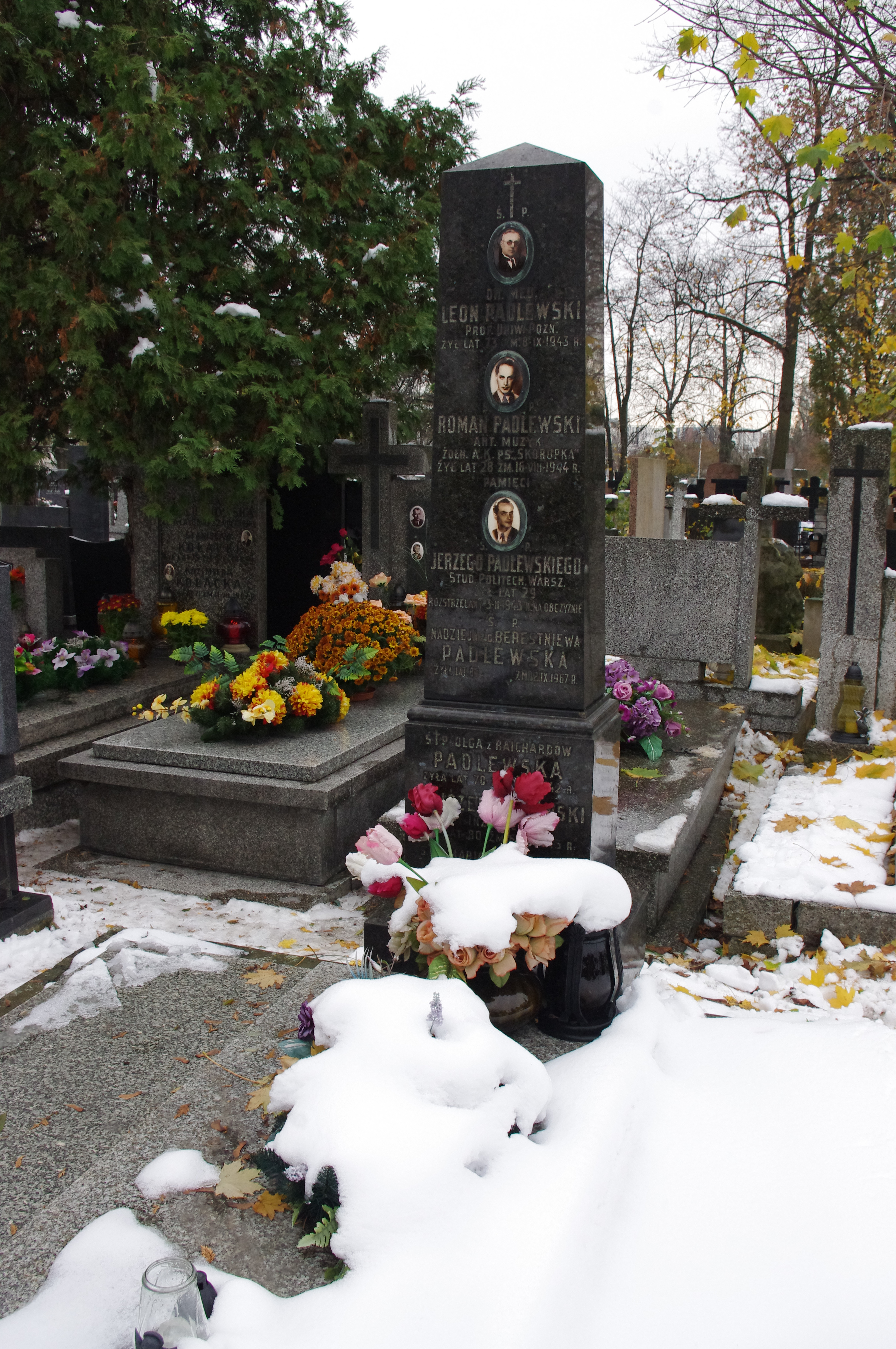
Symboliczny grób Jerzego Padlewskiego na Cmentarzu w Wilanowie

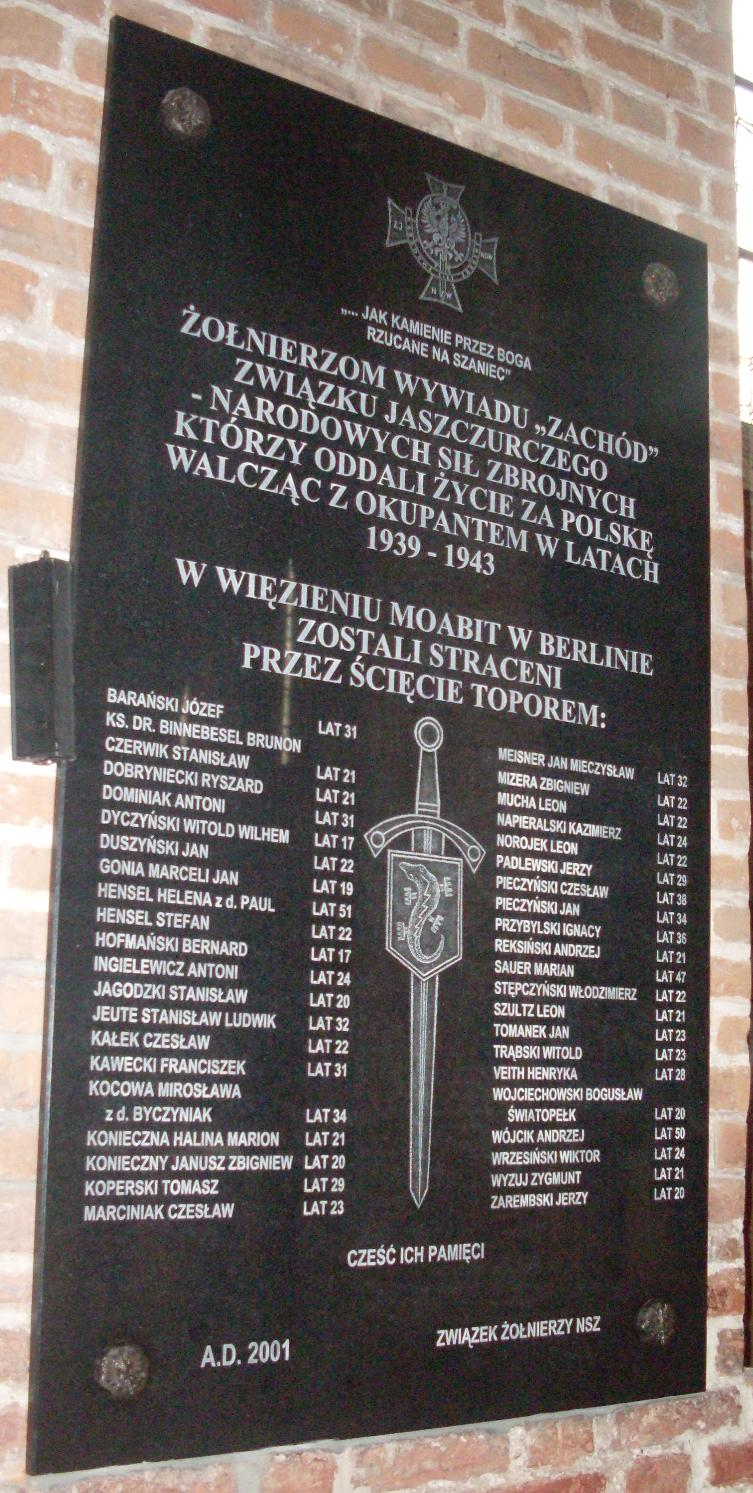
Epitafium w Bazylice Św. Brygidy w Gdańsku

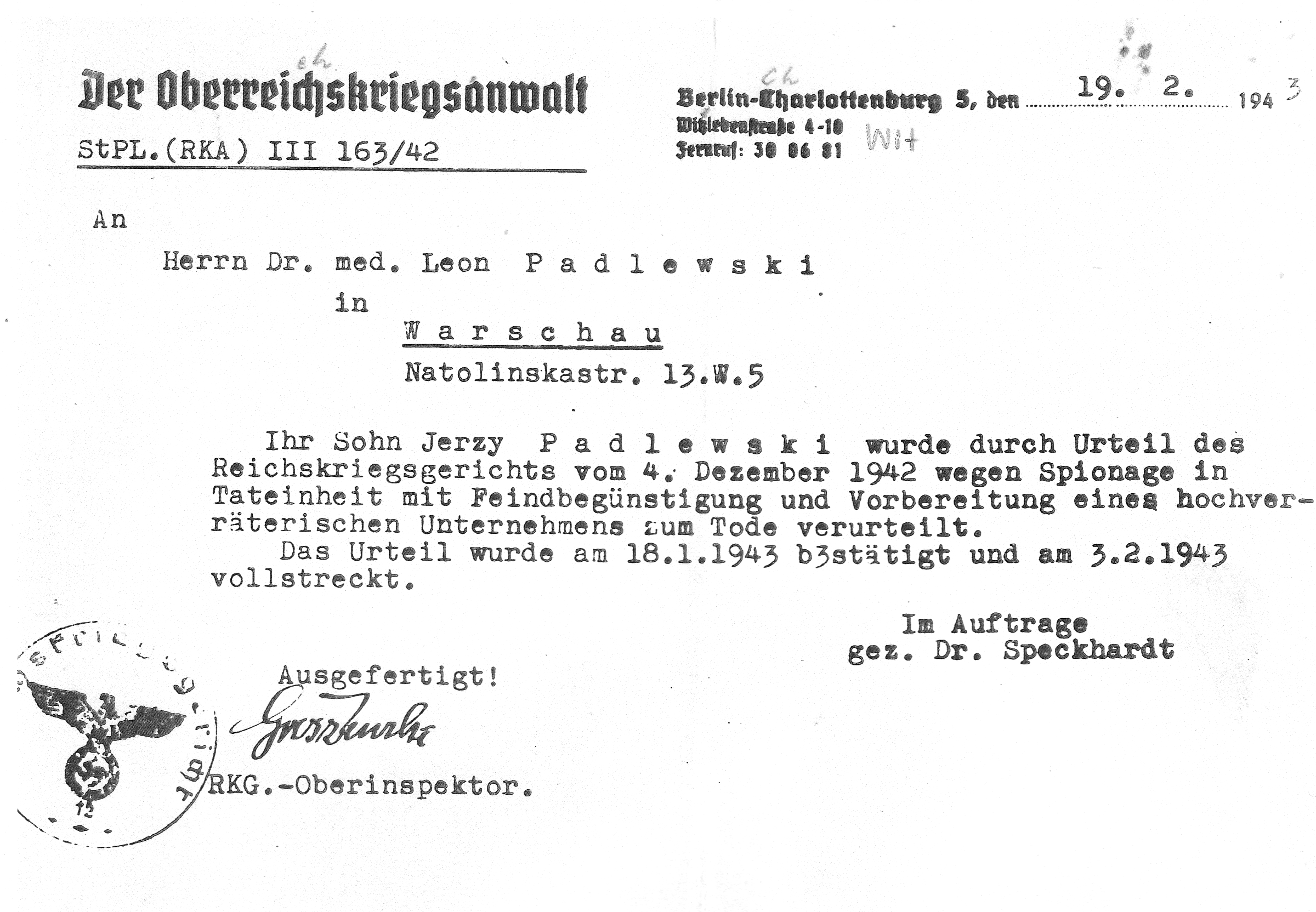
Pismo do Leona Padlewskiego zawiadamiające o straceniu syna

Jerzy Padlewski został przewieziony  27 stycznia 1943 z więzienia Moabit do celi śmierci więzienia Brandenburg Görden. Stracony na gilotynie 3 lutego 1943. Niektóre źródła podają, że został ścięty toporem. Nieporozumienie wynika z błędnego tłumaczenia – Fallbeil (dosłownie: opadający topór) to niemieckie określenie gilotyny. Ciało poddano kremacji. Prochy zostały umieszczone na cmentarzu  Hauptfriedhof Görden.

## Upamiętnienia
- Symboliczny grób Jerzeo Padlewskiego znajduje się w Warszawie na Cmentarzu w Wilanowie.
- Jest wymieniony na odsłoniętym 16 września 2001 w Bazylice Św. Brygidy w Gdańsku epitafium, które upamiętnia żołnierzy wywiadu „Zachód” OWZJ.
- Tablice upamiętniające straconych więźniów znajdują się na cmentarzu w Görden[25].